# Scaphyglottis sublibera
Scaphyglottis sublibera là một loài thực vật có hoa trong họ Lan. Loài này được (C.Schweinf.) Dressler miêu tả khoa học đầu tiên năm 1964.